# TV Košava
TV Košava, en serbe cyrillique ТВ Кошава, est une chaîne de télévision nationale serbe dont le siège est à Belgrade, la capitale du pays. Création du groupe Kanal1, elle partage son temps d'antenne avec la chaîne pour enfants Happy TV.